# Wiederherstellung der katholischen Hierarchie in England

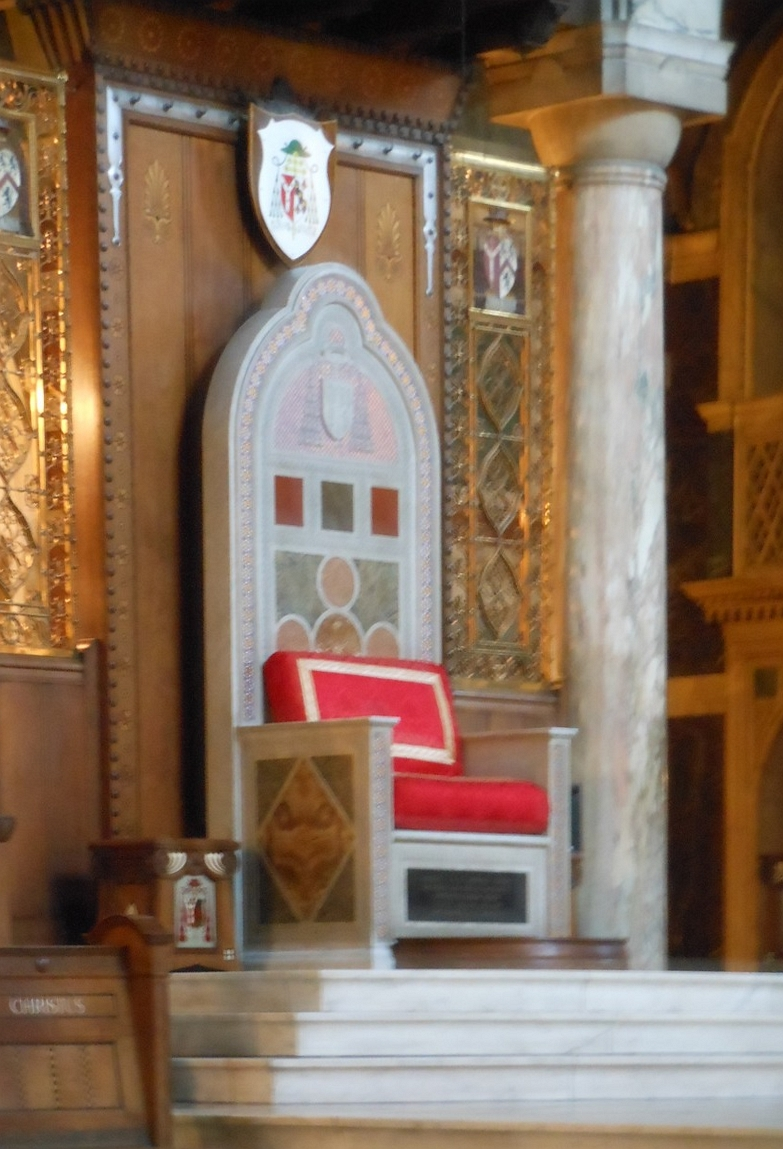
Westminster Cathedral, London, Kathedra des Erzbischofs, nachgebildet der päpstlichen Kathedra in der Lateranbasilika

Die Wiederherstellung der katholischen Hierarchie in England, das heißt die Wiedererrichtung eines regulären römisch-katholischen Diözesansystems für England und Wales, erfolgte mit der Zirkumskriptionsbulle Universalis Ecclesiae Papst Pius’ IX. vom 29. September 1850. Sie war ein Vorgang von hoher Symbolkraft in der Kirchengeschichte des Vereinigten Königreichs.

## Vorgeschichte
Seit der Loslösung der englischen Kirche von Rom durch Heinrich VIII. und Elisabeth I. im 16. Jahrhundert waren alle historischen Bischofssitze anglikanisch. Der Katholizismus war als königsfeindlich und hochverräterisch verboten und wurde zum Teil blutig verfolgt. Erst in der zweiten Hälfte des 18. Jahrhunderts begann eine Lockerung der Repressionsgesetze, die schließlich zur Katholikenemanzipation von 1829 führte.
Zur selben Zeit brachte die Große Hungersnot in Irland hunderttausende katholische Iren in die englischen Städte, während im anglikanischen Klerus und Bürgertum eine Konversionswelle einsetzte. Der Anteil der Katholiken an der Gesamtbevölkerung stieg auf 10 %; weit höher war ihr Anteil an der Gesamtzahl der Kirchgänger.

## Diözesen
Bereits 1622 hatte der Heilige Stuhl ein Apostolisches Vikariat für das Königreich England mit Sitz in London eingerichtet. Es wurde 1688 in vier, 1840 in acht Vikariate aufgeteilt. Die Apostolischen Vikare waren Titularbischöfe. Im Vikariat London diente seit 1790 die unter bayerischem Schutz stehende Warwick Street Church als behelfsmäßige Bischofskirche.
1830 hatte König Georg IV. ein Gesetz unterzeichnet, das die Titel der historischen Bischofssitze den Amtsträgern der Kirche von England – als solche zugleich Mitglieder des House of Lords – vorbehielt. Daher erneuerte Pius IX. 1850 nicht die untergegangenen Diözesen, sondern schuf nach Maßgabe der örtlichen Verhältnisse neue Bischofssitze und -titel. Wo heute Bischofssitze der Kirche von England dieselben Titel wie römisch-katholische führen – wie Liverpool, Southwark, Birmingham und Portsmouth –, entstanden sie nach den katholischen. Erster Erzbischof von Westminster und damit oberster Repräsentant der katholischen Kirche in England wurde Nicholas Patrick Stephen Wiseman.
| 1850 geschaffene Diözesen | Heutige Erzbistümer und Bistümer |
| --- | --- |
| - Erzbistum Westminster mit den Suffragandiözesen - Bistum Beverley (1878 aufgehoben; siehe Titularbistum Beverley) - Bistum Birmingham - Bistum Clifton - Bistum Hexham - Bistum Liverpool - Bistum Newport und Menevia (1895 geteilt, 1916 aufgehoben, siehe Titularbistum Newport) - Bistum Northampton - Bistum Nottingham - Bistum Plymouth - Bistum Salford - Bistum Shrewsbury - Bistum Southwark | - Erzbistum Westminster - Bistum Brentwood (1917 aus Teilen von Westminster) - Bistum East Anglia (1976 aus Teilen von Northampton) - Bistum Northampton - Bistum Nottingham - Erzbistum Southwark (Erzbistum 1965) - Bistum Arundel und Brighton (1965 aus Teilen von Southwark) - Bistum Plymouth - Bistum Portsmouth (1882 aus Teilen von Southwark) - Erzbistum Birmingham (Erzbistum 1911) - Bistum Clifton - Bistum Shrewsbury - Erzbistum Liverpool (Erzbistum 1911) - Bistum Hallam (1980 aus Teilen von Leeds und Nottingham) - Bistum Hexham und Newcastle (Doppelname 1861) - Bistum Lancaster (1924 aus Teilen von Liverpool) - Bistum Leeds (1878 aus Teilen von Beverley) - Bistum Middlesbrough (1878 aus Teilen von Beverley) - Bistum Salford - Erzbistum Cardiff-Menevia (1916 Erzbistum aus Bistum Newport, 2024 mit dem 1895 errichteten Bistum Menevia vereinigt) - Bistum Wrexham (1987 aus Teilen von Menevia) |

## Reaktionen
John Henry Newman gab in seiner Predigt vor der ersten Provinzialsynode der Kirchenprovinz Westminster 1852 den Gefühlen vieler englischer Katholiken Ausdruck, als er sagte: „Canterbury ist dahingegangen, und York ist dahin, und Durham ist dahin, und Winchester ist dahin; … aber … die Namen Westminster und Nottingham, Beverley und Hexham, Northampton und Shrewsbury werden, wenn die Welt bestehen bleibt, so sehr Musik für das Ohr und Erregung für das Herz sein wie die Herrlichkeiten, die wir verloren haben“.
In der protestantischen Mehrheitsgesellschaft stießen die Wiederherstellung der katholischen Hierarchie und der damit vielfach verbundene triumphalistische Ton auf heftigen Protest. Es gab scharfe Zeitungskommentare und antikatholische Demonstrationen. Das Parlament erließ den Ecclesiastical Titles Act 1851 und verschärfte darin das Titelverbot von 1830, obwohl die neuen katholischen Diözesanbezeichnungen nicht dagegen verstießen. Noch bis in die Zeit nach dem Zweiten Weltkrieg wurden die Katholiken als Fremdkörper innerhalb der englischen Gesellschaft empfunden.